# 西九龍總區總部

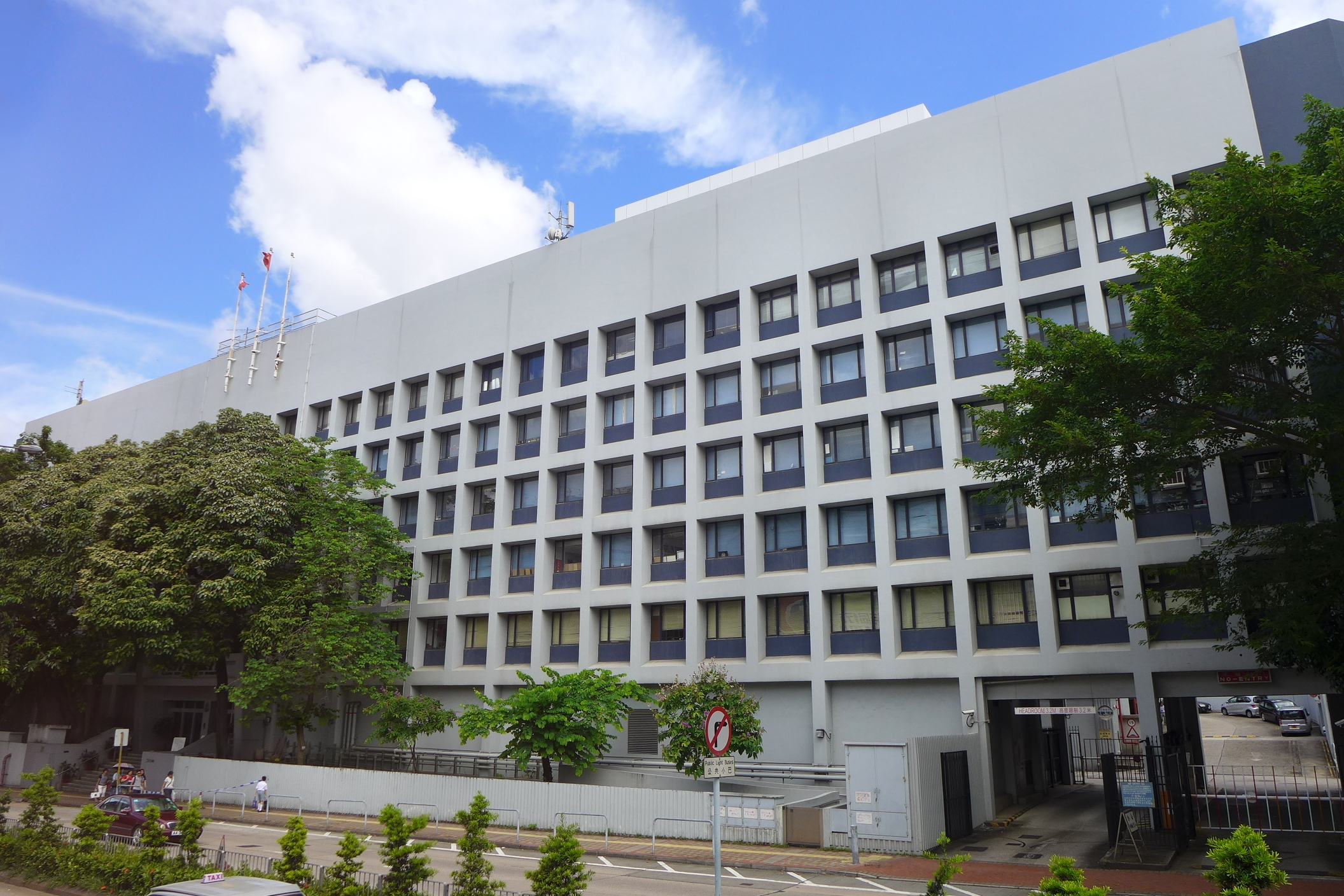
西九龍總區總部

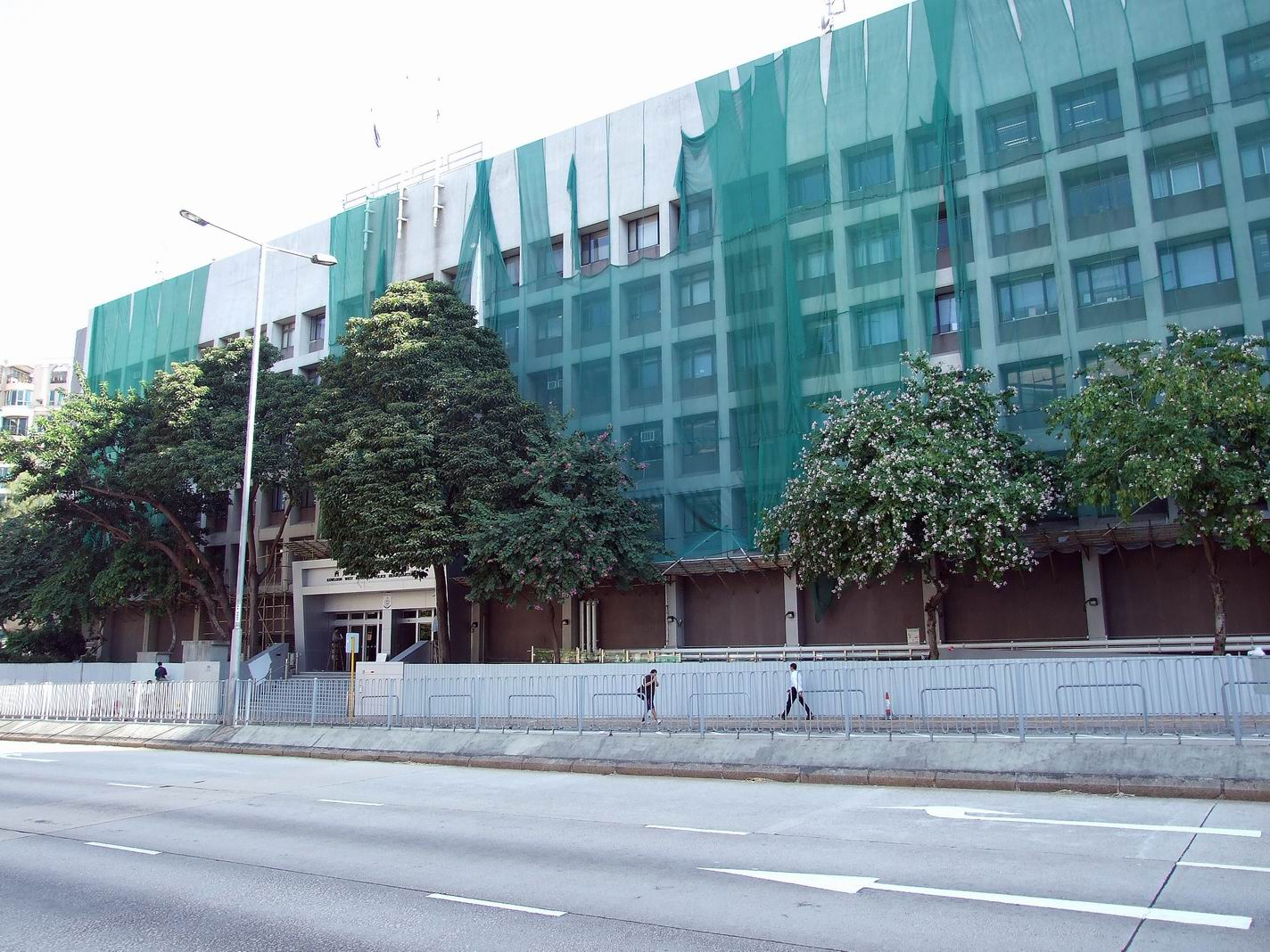
2007年翻新中的西九龍總區總部

西九龍總區總部（英語：Kowloon West Regional Headquarters，縮寫：KW RHQ）為香港警務處西九龍總區總部及各主要部門的所在地，位處香港九龍九龍城區何文田亞皆老街190號。於2023年，西九龍總區總部有221名警務人員和56名文職人員駐守。目前西九龍總區是唯二不附設分區警署的總區（另一個為新界南總區），九龍城警署距離西九龍總區總部約250米。

## 歷史
西九龍總區總部於1975年11月30日起落成啟用，當時稱為九龍警察總部大樓，以取代於1928年起由警隊使用、因興建地鐵修正早期系統而需拆卸的舊九龍警察總部。1992年1月1日，九龍警察總區劃分為東西兩區，大樓遂改為現稱。

## 鄰近地點
- 九龍城警署

## 相關參見
- 警察總區